# Jón Rögnvaldsson
Jón Rögnvaldsson (muerto en 1625) fue un presunto hechicero islandés.
El alguacil Magnus Björnsson había sido educado en Copenhague, donde leyó sobre unas persecuciones de brujas ocurridas en 1487. Se trajo este libro con él a Islandia. En 1625 oyó un rumor de que los fantasmas habían enfermado a un niño y matado varios caballos. Evidentemente, supuso que esto había sido causado por brujas desconocidas, que era necesario exponer. El niño enfermo señaló a Jon Rögnvaldsson. Durante el registro de su casa se encontró un arco de papel con runas islandesas escritas. Jon admitió haberlas escrito. El hermano de Jon, el poeta Thorvald Rögnvaldsson, atestiguó en su defensa que a pesar de que Jon podría haber intentado utilizar magia rúnica, que formaba parte del encantamiento y sortilegio denominado galdr, no tenía la fuerza ni la inteligencia para manejarla con éxito. Pero Magnus Björnsson juzgó a Jón culpable de hechicería y le sentenció a muerte. Fue una de las primeras personas en ser ejecutadas por brujería en Islandia.
Islandia, que estaba bajo la jurisdicción del reino unido de Noruega y Dinamarca, había mantenido vivas muchas costumbres paganas. El cristianismo era débil y la vieja magia admirada. Pero la nueva iglesia protestante y las autoridades en Copenhague lo desaprobaban fuertemente y en 1564 una nueva ley sobre "decencia" fue emitida desde Copenhague a la isla. Se ordenó a los sacerdotes en Islandia que rastrearan y combatieran todo lo que no fuera cristiano. El popular mago Jón lærði Guðmundsson, famoso por hacer que un barco pirata turco en busca de esclavos se alejara de la isla, había sido acusado de hechicería por las autoridades varias veces pero siempre absuelto.
En 1630, se proclamó en Islandia la ley contra la brujería del reino de Dinamarca y Noruega de 1617. Entre 1625 y 1686, se celebraron en la isla 120 juicios por brujería. La mayoría de personas acusadas de hechicería en Islandia fueron hombres; solo diez mujeres fueron acusadas, y de estas, solo una fue quemada viva. Las mujeres eran normalmente ahogadas, mientras los hombres eran quemados. En 1678, la viuda Thuridur Olafsdottir y su hijo fueron quemados en la hoguera acusados de haber hecho enfermar a la mujer de un sacerdote mediante magia, después de que el hijo afirmara que su madre podía andar sobre las cascadas usando el galdr. El juicio islandés más famoso tuvo lugar en 1656, cuando un hombre y su hijo fueron ejecutados en la hoguera por brujería después de un conflicto con un sacerdote.